# Йестебург
Йестебург (нем. Jesteburg) — община в Германии, ганзейский город, расположен в земле Нижняя Саксония.
Входит в состав района Харбург. Подчиняется управлению Естебург. Население составляет 7455 человек (на 31 декабря 2010 года). Занимает площадь 27,97 км².
Коммуна подразделяется на 6 сельских округов.